# Baszta Gotycka w Lublinie
Baszta Gotycka, z racji swojego kształtu zwana także Basztą Półokrągłą – gotycka baszta w Lublinie. Zrekonstruowana w latach 80. XX wieku, będąca, wraz z fragmentem murów obronnych, świadectwem gotyckich obwarowań staromiejskich. Basztę zbudowano w 1341 roku razem z murami obronnymi, z kamienia i oblicowano cegłą. Drewniane pomosty umożliwiały obrońcom dostęp do strzelnic. Nie zachowały się ganki strzeleckie umożliwiające dostęp do szczelinowych i kluczowych strzelnic.

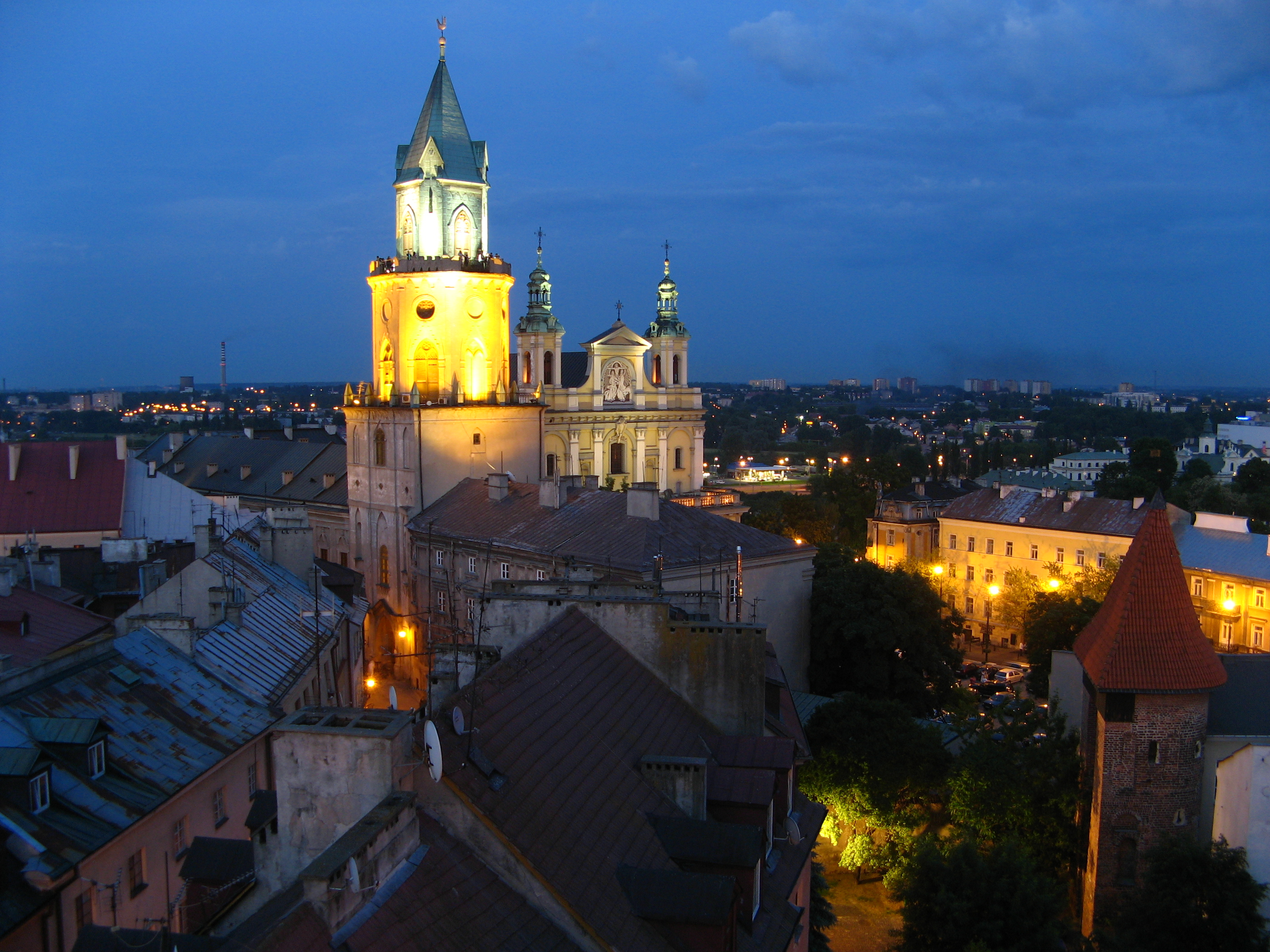
Baszta gotycka (prawy dolny róg) wśród zabudowań Starego Miasta

Każda baszta znajdowała się pod opieką jednego z lubelskich cechów. Tą opiekowali się kupcy. Mieli obowiązek dostarczać do niej armaty oraz proch. W okresie staropolskim we wnętrzu baszty wyrabiano grube świece kościelne, używając zawieszonych lin konopnych, po których skapywał do form gorący wosk.